# Monique van der Lee
Monique van der Lee, née le 7 novembre 1973 à Heerhugowaard, est une judokate néerlandaise.

## Palmarès international en judo
| Championnats du monde | Championnats du monde | Championnats du monde |
| Année                 | Médaille              | Catégorie             |
| --------------------- | --------------------- | --------------------- |
| 1991                  | bronze                | +72 kg                |
| 1993                  | bronze                | +72 kg                |
| 1995                  | or                    | ouverte               |
| Championnats d'Europe |                       |                       |
| Année                 | Médaille              | Catégorie             |
| 1990                  | bronze                | +72 kg                |
| 1991                  | or                    | ouverte               |
| 1992                  | bronze                | +72 kg                |
| 1993                  | or                    | +72 kg                |
| 1994                  | or                    | +72 kg                |
| 1995                  | bronze                | +72 kg                |
| 1990                  | or                    | ouverte               |